# 克维塔·耶里奥娃
克维塔·耶里奥娃（捷克語：Květa Jeriová，1956年10月10日—），捷克女子越野滑雪运动员。她曾代表捷克斯洛伐克参加1980年和1984年冬季奥林匹克运动会越野滑雪比赛，获得一枚银牌和一枚铜牌。